# Gebrüder Blattschuss
De Gebrüder Blattschuss zijn een Duitse groep.

## Carrière
De groep publiceerde in 1976 hun eerste liedjes met grappige teksten. Later kwamen serieuze liedjes erbij. De zelf gecomponeerde lp Bla-Bla-Blattschuss oogstte grote bijval. Het nummer Kreuzberger Nächte stond meerdere weken in de Duitse hitlijst en genoot grote bekendheid. Ook hadden ze optredens in radio- en tv-programma's, zoals in de ZDF-Hitparade. In 1979 namen ze deel aan de voorronden van het Eurovisiesongfestival met het lied Ein Blick sagt mehr als jedes Wort, gecomponeerd door Ralph Siegel, maar dat leverde niet het gewenste resultaat op (12e plaats).
In de daaropvolgende jaren werden meerdere nummers geproduceerd, die ook in de hitparaden scoorden. Tot het midden van de jaren 1980 publiceerde de groep zes albums, waarna het rustiger werd. In 1988 ging Beppo Pohlman in zee met Kalle Ricken en besloten ze als duo verder te gaan. Sindsdien treden ze voornamelijk als showact op bij feesten en bedrijfsvieringen en spelen ze akoestische gitaar en mandoline bij theater- en cabaretopvoeringen. Er volgden nog enkele singles en in 1993 en 2002 de beide laatste albums.

## Discografie

### Singles
- 1977: 50 Tricks die Liebste loszuwerden
- 1977: Fritz, der Flitzer / Holiday auf Sylt
- 1978: Kreuzberger Nächte
- 1978: Die Geräusch-Hitparade
- 1979: Früh-Stück
- 1979: Ein Blick sagt mehr als jedes Wort
- 1980: Harry Hocker, lass nicht locker / Lieber ein Eisbein
- 1980: Krumme Lanke
- 1980: Fast umsonst
- 1981: Ich bin in Diana verliebt (Indiana)
- 1981: So was passiert mir jeden Tag
- 1982: Tanz mit mir den Schneewalzer
- 1984: Ne Bockwurst und 'n Bier
- 1991: Ob in Frankfurt an der Oder, oder...
- 1992: So eine Nacht
- 1996: Vollpension auf Ballermann 6
- 2001: Wer hat mir den Strohhalm geklaut?
- 2002: Nie wieder Ballermann
- 2002: Auf Wiedersehen, du deutsche Mark
- 2002: Berlin bleibt Berlin (medley)
- 2003: Hallodio
- 2006: Früh-Stück 2006 (met Steffi & Nicole (Happy Appletree))
- 2007: Null Problemo '99 (A&R Pisch, Download)
- 2008: Kreuzberger Nächte (Zett Records, Download)
- 2011: Kreuzberger Nächte (feat. Bissendorf) (Fiesta Records, Download)

### Albums
- 1977: Dümmer als Du denkst!
- 1978: Bla-Bla-Blattschuss
- 1979: GmbH & Chor KG – Gesänge mit beschränkter Hoffnung
- 1980: Im Kaufhaus
- 1980: Live und auch sonst
- 1981: Herzblatt
- 1982: Sozialkomik
- 1993: Wenn der Zapfhahn kräht
- 2002: Alles drauf!

- Gemeinsame Normdatei: 10275255-2
- MusicBrainz: 92f199b3-18e6-46dd-955a-fa39ecc0dcf5
- Virtual International Authority File: 123945510